# هيلين كروفورد
هيلين كروفورد (بالانجليزية: Helen Crawfurd) (اسمها قبل الزواج: جاك، ولاحقًا أندرسون؛ 9 نوفمبر عام 1877 - 18 أبريل عام 1954) اسكتلندية ناشطة لحق تصويت المرأة وهي المنظمة لإضراب الإيجار وناشطة شيوعية وسياسية. ولدت في غلاسكو ونشأت هناك وأيضًا في لندن.

## نشاطها السياسي
عُرفت كروفورد بنشاطها لأول مرة لدعم حق النساء في التصويت في حوالي عام 1900، ثم مرة ثانية في عام 1910 أثناء اجتماع في روثرجلين. اعتُقلت كروفورد ثلاث مرات بتهمة النشاط السياسي «المتشدد» خلال حياتها المهنية كناشطة. في عام 1912، حطمت كروفورد نوافذ سيارة وزير التعليم، جاك بيس، لذا حُكم عليها بالسجن لمدة شهر. في مارس عام 1914، تم القبض على كروفورد في غلاسكو عندما كانت إميلين بانكيرست تلقي خطابًا. حُكم عليها لمدة شهر آخر في السجن حيث بدأت إضرابًا عن الطعام لمدة ثمانية أيام. ألقت خطابًا في قاعة الموسيقى، أبردين في 26 فبراير عام 1914 لصالح النزعة العسكرية. ومع ذلك، بعد اعتقال آخر، غادرت كروفورد الاتحاد الاجتماعي والسياسي للمرأة (دبليو إس بي يو) احتجاجًا على دعم الاتحاد للحرب العالمية الأولى، ثم انضمت إلى حزب العمل المستقل (آي إل بي) في عام 1914.
خلال الحرب العالمية الأولى، شاركت كروفورد في حركة ريد كلايدسايد، بما في ذلك إضرابات الإيجار في غلاسكو في عام 1915 عندما قادت جمعية الإسكان النسائية في جنوب غوفان لمقاومة زيادة الإيجارات ومنع عمليات الإخلاء، إلى جانب ماري باربور وماري ليرد وماري جيف وجيسي ستيفن وأغنيس دولان. شاركت كروفورد في تأسيس فرع غلاسكو للرابطة النسائية الدولية للسلام والحرية وعملت كسكرتيرة لحملة السلام النسائية. بحلول ذلك الوقت، كانت قد التقت مع أغنيس هاربن وأخريات، ممن تشاركن نفس وجهات النظر الدولية. في 23 يوليو عام 1916، نظمت كروفورد أول مظاهرة لحملة السلام النسائية، والتي شارك بها حوالي 5000 امرأة. شكلت كروفورد فرعًا لناشطات حق النساء في التصويت في غلاسكو. استخدمت هؤلاء النساء مجالات الحياة المنزلية الراسخة داخل المجتمع لدعم حملتهن، والمعروفة باسم «الزوجات وفطام الاشتراكية».

## عمل الداعية لا ينتهي أبدًا
تُعد حملة السلام النسائية (دبليو بي سي) أول حملة شعبية ربطت بين النسوية والمناهضة للجيش. تم استغلال مجال الأمومة من قِبَل أغنيس دولان وكروفورد خلال عملهما مع الحملة. إذ عملتا على تشجيع النساء على مناهضة الحرب على أساس أنهن مبدعات للحياة، وبالتالي فإنهن يهملن حماية حياة أبنائهن بإهمالهن أدوارهن الأمومية. عملت كل من كروفورد ودولان كدعاة للقاعدة الشعبية. تنقلتا في أرجاء اسكتلندا لإبلاغ الجمهور بأن القتال في الحرب ليس تلك المغامرة المثيرة التي تم بيعها لأبنائهم وأزواجهم وآبائهم؛ فقد كانوا، مثلما تصف دولان، «يُستهلكون كعلف الماشية». أثرت الطبيعة العاطفية لخطاباتهما في النساء وأقنعتهن بالانضمام إلى (دبليو بي سي)، وبالتالي التعرف على حركة ريد كلايدسايد بشكل أوضح. تلاحقت الاجتماعات المفتوحة وفي القاعات العامة في كل بلدة وقرية تقريبًا، وقد اجتذبت جماهيرًا حاشدة؛ تظاهر ما يصل إلى 5000 امرأة في غلاسكو غرين في مسيرات مناهضة للحرب والتجنيد الإجباري. ذكرت كروفورد في اجتماع عام أن «المسيح جاء لنحظى بحياة أفضل» في مناشدتها لوقف الحرب الوحشية. يتذكر جالاتشر المظاهرات التي نظمها مجلس (دبليو بي سي) قائلًا: «لقد أظهرن للرجال كيف ينبغي تنظيم مظاهرة». يصف المشاهد في غلاسكو غرين للاحتجاج على الحرب. استخدمت النساء اللافتات والرايات والخطباء وحشدن المسيرات في جميع أنحاء غلاسكو لضمان سماع أصواتهن. تتذكر روز كريغان أيضًا مشاركتها في مظاهرات (دبليو بي سي) وتقول بأنها كانت مناهضة للحرب والتجنيد الإجباري وشاركت في المناقشات حول ذلك في سن مبكرة. تتذكر بصراحة بعض المتظاهرين الأكبر سنًا وهم يهدئون الحشد «للسماح للفتاة الصغيرة بالتحدث». إن مثل هذه الذكريات هي التي تسلط الضوء على الانفعال الجماعي للحركة بشكل حقيقي.